# Vanderbuyst
Vanderbuyst est un groupe néerlandais de heavy metal et hard rock, actif entre 2008 et 2015.

## Histoire
Le guitariste Willem Verbuyst forme le groupe Vanderbuyst en 2008, après la séparation du groupe Powervice. Verbuyst demande à Jochem Jonkman (chant et basse) et Barry van Esbroek (batterie) de rejoindre son groupe. La musique de Vanderbuyst s'inspire du vieux hard rock des années 1970 et 1980 de groupes comme UFO, Thin Lizzy, Van Halen et Deep Purple.
Peu après sa création, le groupe sort un EP de trois chansons, qui donne lieu à des concerts en Belgique, en Allemagne et aux Pays-Bas. Au printemps 2010, le groupe commence à enregistrer son premier album, intitulé Vanderbuyst. L'album sort en octobre 2010 sur le label allemand Ván Records. L'une des chansons de l'album est une reprise de Rock Bottom d'UFO. Le single extrait de cet album s'intitule Stealing Your Thunder.
La sortie de cet album est suivie de 50 concerts en Allemagne et à l'étranger, et Vanderbuyst est invité à assurer la première partie de la tournée européenne du groupe de metal britannique Saxon en mai 2011. En outre, cette année-là, le groupe joue dans des festivals de premier plan tels que le Hellfest (France), Rock Hard (Allemagne), Metal Camp (Slovénie), Metal Magic (Danemark) et Zwarte Cross (Pays-Bas). Le nombre total de concerts de Vanderbuyst dépasse ainsi les 100 pour l'année 2010.
Au cours de l'été 2011, Vanderbuyst entre en studio pour travailler sur la suite de leur premier album. Cet album, In Dutch, sort le 5 novembre 2011, et est remarqué par la presse spécialisée,,,,,,,,. Le groupe publie deux autres albums : Flying Dutchmen en 2012,, et At the Crack of Dawn en 2014,, avant de se séparer en 2015.

## Discographie

### Albums studio
- 2010 : Vanderbuyst (Ván Records)
- 2011 : In Dutch (Ván Records)
- 2012 : Flying Dutchmen (Ván Records)
- 2014 : At the Crack of Dawn (Ván Records)

### Singles et EP
- 2008 : Vanderbuyst
- 2012-2013 : Early Assaults (EP, Ván Records)
- 2014 : Little Sister/Shakira (single 7", Ván Records)